# ジャレル・カドリ
ジャレル・カドリ（Jalel Kadri、1971年12月14日 - ）は、チュニジアのサッカー指導者。

## 経歴
チュニジアやサウジアラビアのクラブの監督を多く歴任した。
2021年6月にチュニジア代表のコーチ、2022年から監督に就任。2022 FIFAワールドカップでは、フランスに勝つなどしたが、グループステージで敗退した。アフリカネイションズカップ2023ではグループステージで1勝もできずに敗退、大会後に退任した。